# Paul Alo'o
Paul Alo'o Efoulou (nacido el 12 de noviembre de 1983 en Yaundé, Camerún) es un futbolista profesional que juega actualmente para el CSO Amnéville del Championnat National 3. Su puesto es delantero.

## Carrera internacional
Paul Alo'o hizo su debut con la selección de fútbol de Camerún el 28 de marzo de 2009 contra Togo. Este fue un partido de clasificación para la Copa Mundial 2010 en Sudáfrica.

## Clubes
| Club          | País           | Año           |
| ------------- | -------------- | ------------- |
| ASM Yaundé    | Camerún        | 2001-2002     |
| L'Entente SSG | Francia        | 2004-2007     |
| Angers SCO    | Francia        | 2007-2009     |
| AS Nancy      | Francia        | 2009-2011     |
| Le Havre II   | Francia        | 2011-2012     |
| AS Nancy II   | Francia        | 2011-2012     |
| AS Nancy      | Francia        | 2012-2013     |
| Al Taawon FC  | Arabia Saudita | 2013-2016     |
| Al-Sailiya    | Catar          | 2016          |
| Qatar SC      | Catar          | 2017          |
| FC Martigues  | Francia        | 2017-2018     |
| CSO Amnéville | Francia        | 2019-presente |